# Притча о добром пастыре и наёмнике

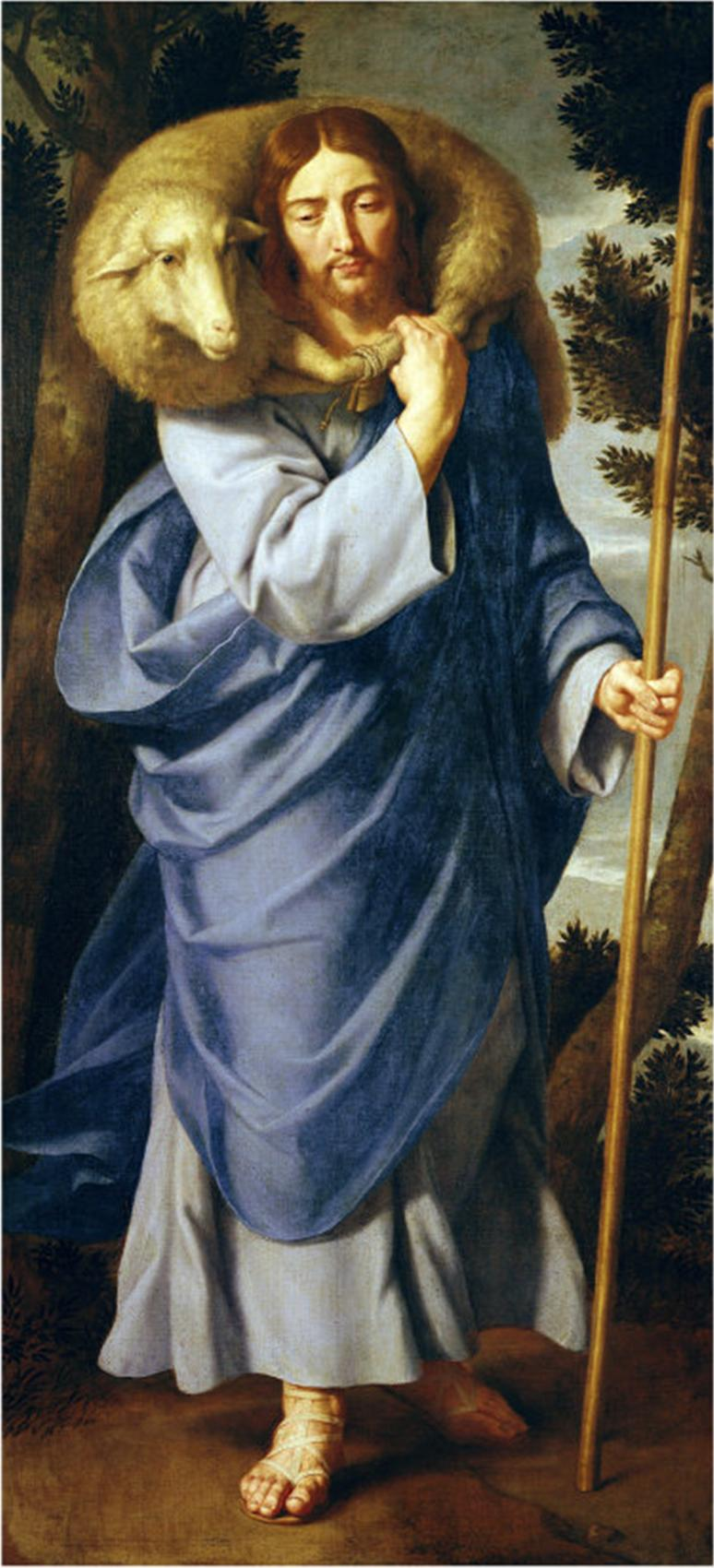
«Пастырь добрый». Филипп де Шампань. XVII век

При́тча о до́бром па́стыре и наёмнике — одна из притч Иисуса Христа, содержащаяся в Евангелии от Иоанна.
В ней говорится о пастыре, входящем во двор овчий через дверь и голос которого овцы знают и слушаются, а также о наёмнике, которому нет дела до овец, волки расхищают их, и, что кто входит во двор не дверью, тот вор и разбойник:

Истинно, истинно говорю вам: кто не дверью входит во двор овчий, но перелазит инде, тот вор и разбойник; а входящий дверью есть пастырь овцам. Ему придверник отворяет, и овцы слушаются голоса его, и он зовёт своих овец по имени и выводит их. И когда выведет своих овец, идёт перед ними; а овцы за ним идут, потому что знают голос его. За чужим же не идут, но бегут от него, потому что не знают чужого голоса. Сию притчу сказал им Иисус; но они не поняли, что такое Он говорил им. Итак, опять Иисус сказал им: истинно, истинно говорю вам, что Я дверь овцам. Все, сколько их ни приходило предо Мною, суть воры и разбойники; но овцы не послушали их. Я есмь дверь: кто войдёт Мною, тот спасётся, и войдёт, и выйдет, и пажить найдёт. Вор приходит только для того, чтобы украсть, убить и погубить. Я пришёл для того, чтобы имели жизнь и имели с избытком. Я есмь пастырь добрый: пастырь добрый полагает жизнь свою за овец. А наёмник, не пастырь, которому овцы не свои, видит приходящего волка, и оставляет овец, и бежит; и волк расхищает овец, и разгоняет их. А наемник бежит, потому что наёмник, и нерадит об овцах. Я есмь пастырь добрый; и знаю Моих, и Мои знают Меня. Как Отец знает Меня, [так] и Я знаю Отца; и жизнь Мою полагаю за овец. Есть у Меня и другие овцы, которые не сего двора, и тех надлежит Мне привести: и они услышат голос Мой, и будет одно стадо и один Пастырь.
— Ин. 10:1-16

## Богословское толкование
Поясняя значение первой части притчи, Христос прямо сказал слушавшим Его фарисеям, что и пастырь и дверь овцам, о которых говорилось в притче, это Он сам.
Профессор А. П. Лопухин в комментариях к Новому завету пишет:

Речь Христа о Себе как о добром пастыре начинается притчей, в которой изображается противоположность между пастырем, которому овцы принадлежат как его собственность, и пастырем-наёмником, который пренебрежительно относится к порученному ему стаду Ин. 10:1-6. Эту речь, построенную в виде притчи, Господь разъясняет далее, говоря о Своем положении в Царстве Божием: Он есть дверь, ведущая к овцам Ин. 10:7-10 и, с другой стороны, — добрый пастырь Ин. 10:11-18.

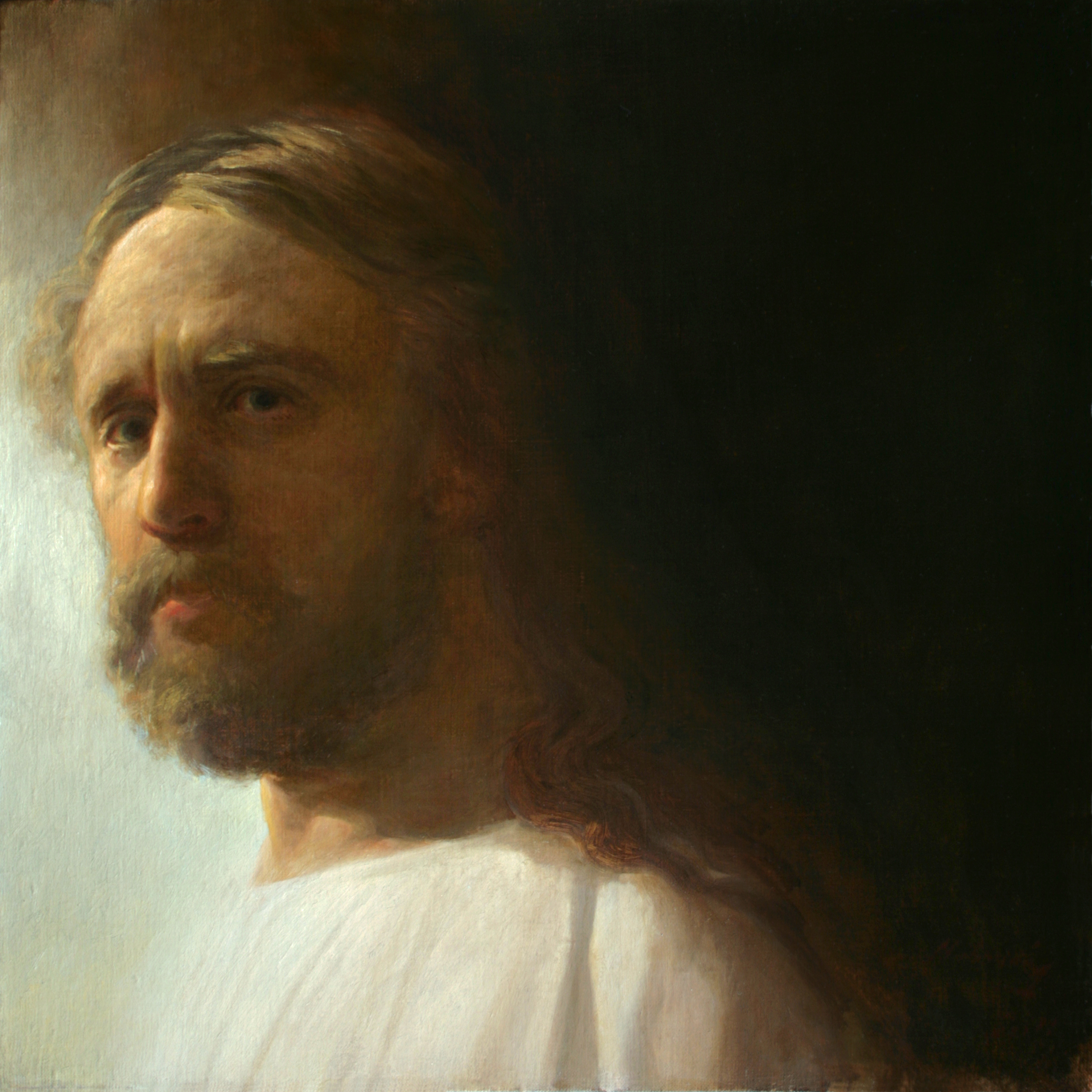
«Я дверь овцам». Картина XXI века

Основные признаки пастыря-хозяина, приведённые в притче и противопоставленные вору и разбойнику:
- Пастырь входит прямым путём через двери
- Перед ним сторож отворяет дверь
- Овцы знают голос пастыря и слушаются его
- Пастырь знает овец своих, по имени выводит и идёт впереди
- Пастырь полагает жизнь за овец своих

Значение других образов и выражений употреблённых в притче:
- «Я дверь овцам» — через Христа могут входить к верующим все те, кто желает выступить в качестве пастыря этих духовных овец.
- «Все, сколько их ни приходило предо Мною, суть воры и разбойники» — отсюда видно, что Христос на всём протяжении истории богоизбранного народа, был этой дверью. Kто хотел добиться высокого пастырского положения (всё равно что царского или начальнического), прежде Христа, тот не истинный правитель народа, а узурпатор.
- «Я есмь дверь» — здесь Господь говорит уже о Себе как двери вообще, поэтому под «спасающимися», «входящими» и свободно «выходящими» на добрую пажить здесь можно понимать не пастырей, а овец (верующих во Христа).
- «Волк» — вероятнее всего, Христос хотел так обозначить все силы, враждебные Царству Божию.
- «Наёмник» — те, чьему попечению Христос поручил Свою Церковь, но которые часто не хотят отдать всю свою любовь на благо людей, порученных их попечению. В особенности же это относилось к тогдашней иерархии, которая не хотела ничем жертвовать для народа.
- «Знаю Моих» — люблю их и вхожу во все их нужды.
- «И жизнь Мою полагаю» — если Его овцам угрожает опасность, то Христос полагает или готов положить и жизнь Свою за них. И близко уже было время, когда эти слова Христа должны были прийти в исполнение.
- «И другие овцы, которые не сего двора» — представители иных народов, кроме еврейского. Они также откликнутся на проповедь Христову и пойдут за ним.
- «Одно стадо и один Пастырь» — Единая Церковь под управлением Единого Главы — Христа.